# Ulrich Grauert
Ulrich Grauert (ur. 6 marca 1889 w Berlinie, zm. 15 maja 1941 koło Saint-Omer) – niemiecki lotnik wojskowy, generał pułkownik (Generaloberst) Luftwaffe. Zginął zestrzelony przez polskich myśliwców z Dywizjonu 303 nad Francją.

## Życiorys
Ulrich Grauer w wieku 20 lat wstąpił do służby wojskowej w Cesarstwie Niemieckim. Początkowo służył w artylerii, a podczas I wojny światowej przeniósł się do lotnictwa, gdzie latał jako obserwator. Po wojnie kontynuował służbę w Reichswehrze w artylerii, z uwagi na zakaz posiadania lotnictwa wojskowego przez Niemcy. 
Po dojściu Hitlera do władzy i odrzuceniu ograniczeń traktatowych, Grauert został przeniesiony do Ministerstwa Lotnictwa. Od 1 sierpnia 1938 dowodził 1 Dywizją Lotniczą (1. Flieger-Division) w 1 Flocie Powietrznej. Po kampanii w Polsce, 11 października 1939 1 Dywizja Lotnicza została przekształcona w 1. Korpus Lotniczy (I Fliegerkorps) w 2. Flocie Powietrznej (Luftflotte 2). Dowodził 1. Korpusem podczas kampanii francuskiej i bitwy o Anglię w 1940 roku.
15 maja 1941 samolot transportowy Junkers Ju 52 wiozący Grauerta wraz z osobami towarzyszącymi na inspekcję jednostek na wybrzeżu francuskim został przechwycony przez myśliwce Spitfire polskiego Dywizjonu 303, wykonujące misję Rhubarb nad Francją. Samolot został zestrzelony wspólnie przez F/lt Jerzego Jankiewicza i sierżanta Wacława Giermera około 5 km na wschód od Saint-Omer, wskutek czego cała załoga zginęła.
Grauert został pochowany na francuskim cmentarzu w Nampcel. Był najwyższym stopniem żołnierzem niemieckim zabitym przez polskich żołnierzy podczas wojny.

## Odznaczenia
- Krzyż Honorowy dla Walczących na Froncie[2]
- Okucie Ponownego Nadania Krzyża Żelaznego II Klasy[2]
- Okucie Ponownego Nadania Krzyża Żelaznego I Klasy[2]
- Odznaka za Służbę Wojskową I Klasy[2]
- Krzyż Rycerski Krzyża Żelaznego (29 maja 1940)[2]
- Kawaler Orderu Hohenzollernów z mieczami na wstędze wojennej[3]
- Kawaler Orderu Korony Żelaznej III klasy (Austro-Węgry)[3]